# Informe sobre el desarrollo mundial

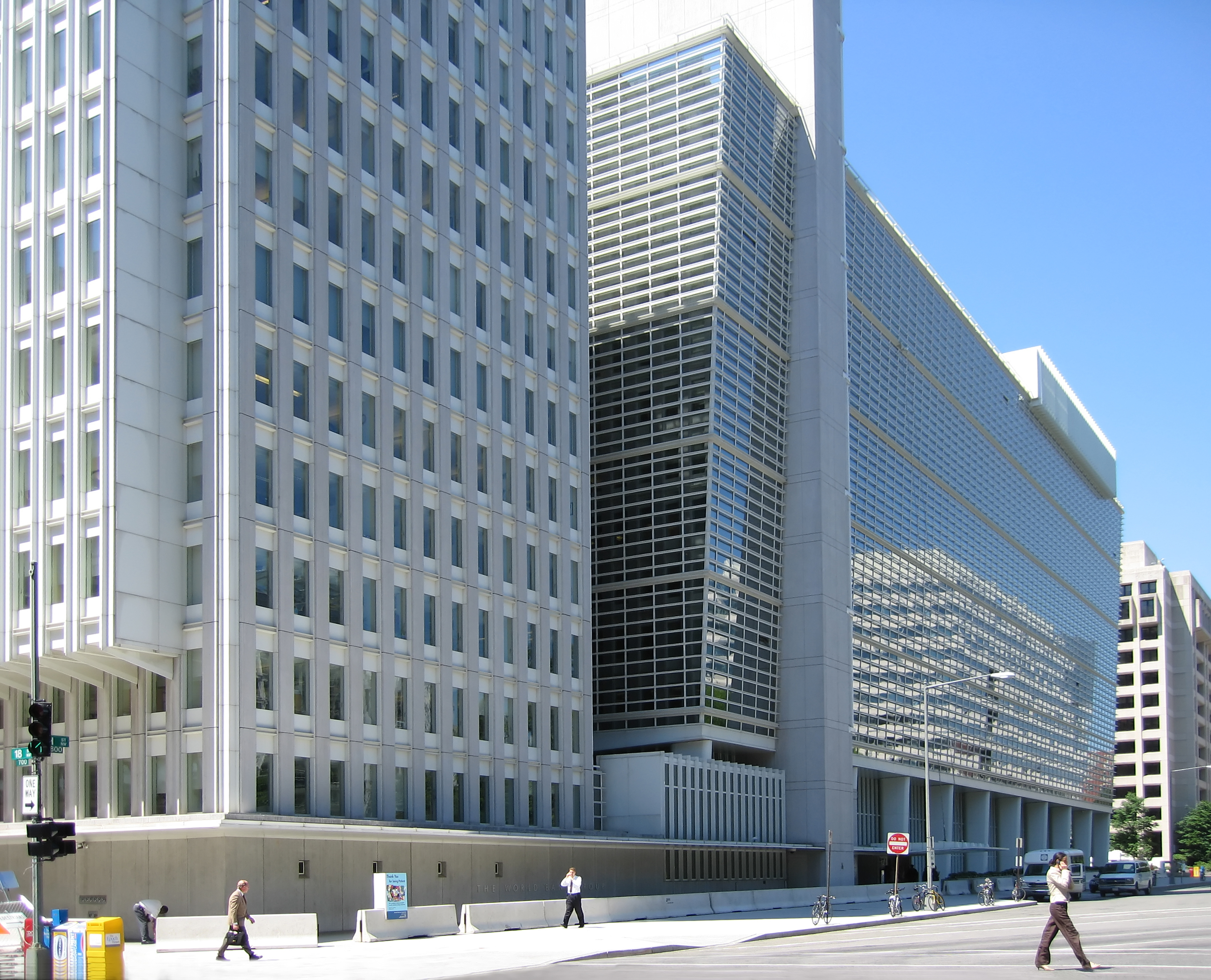
Sede en Washington D. C. del Banco Internacional de Reconstrucción y Fomento, organismo que elabora el Informe sobre el desarrollo mundial.

El Informe sobre el desarrollo mundial (WDR por las siglas de su título en inglés, World Development Report) es un informe anual publicado desde 1978 por el Banco Internacional de Reconstrucción y Fomento (BIRF), uno de los 5 órganos del Banco Mundial (BM). Cada WDR proporciona un análisis a fondo de un aspecto concreto del desarrollo económico. Los informes pasados han considerado temas como agricultura, juventud, equidad, prestación de servicios públicos, función del Estado, economías de transición, trabajo, infraestructura, salud, medio ambiente, gestión de riesgos o pobreza. Los informes son la contribución más conocida del BM al pensamiento sobre desarrollo.

## Informe sobre el desarrollo mundial 2023
Este informe propone un marco integrado para maximizar los impactos positivos que tienen los movimientos transfronterizos en el desarrollo económico, tanto de los países de destino como de los de origen. El BM se rige por el año fiscal norteamericano; el año fiscal 2023 empieza el 1 de julio de 2022 y termina el 30 de junio de 2023; esto explica que se hable de este informe antes de que comience el año natural 2023.

## Informe sobre el desarrollo mundial 2022
Este informe examina el papel central de las finanzas en la recuperación de la pandemia de covid-19, resalta las consecuencias que más probablemente afecten a las economías emergentes y aboga por políticas que mitiguen los riesgos financieros.

## Informe sobre el desarrollo mundial 2021
Este informe explora el inmenso potencial de los datos existentes, en buena parte por aprovechar, para mejorar las vidas de los pobres, aunque también plantean peligros de privacidad y excesivo control estatal.

## Informe sobre el desarrollo mundial 2020
Este informe estudia las cadenas de valor mundiales y su papel en la creación de mejores empleos y reducción de la pobreza, siempre que los países beneficiarios adopten las medidas adecuadas.

## Informe sobre el desarrollo mundial 2019
Dicho informe estudia el impacto de la tecnología en la naturaleza del trabajo. De los informes anuales es el más descargado, con más de un millón de descargas, la mitad anteriores a su publicación oficial. El estudio fue dirigido por Simeon Djankov y Federica Saliola.

## Informe sobre el desarrollo mundial 2014
Este informe, subtitulado «Riesgo y oportunidad: gestión del riesgo para el desarrollo» examina la gestión de riesgos desde la perspectiva del desarrollo. Sostiene que gestionar responsablemente los riesgos —como los de pérdida de empleos, delitos, enfermedad, desastre, malestar social, o de turbulencias financieras y macroeconómicas— puede salvar vidas, evitar daños, prevenir retrocesos en el desarrollo y abrir oportunidades. El informe propuso un marco conceptual para pensar sobre riesgo y resiliencia, identificó obstáculos para una mejor gestión de riesgos, y recomendó numerosas vías para una mejor gestión de riesgos que pueden seguir individuos, familias, comunidades, empresas, gobiernos y la comunidad internacional.

## Informe sobre el desarrollo mundial 2011
Subtitulado «Conflicto, seguridad y desarrollo» contemplaba el conflicto como un reto del desarrollo económico. Analizaba la naturaleza, causas y consecuencias de la violencia moderna y destacaba las lecciones aprendidas de los esfuerzos para evitar la violencia o recobrarse de ella. Se considera que el objetivo de este WDR fue promover nuevas maneras de prevenir o encauzar el conflicto violento. Extrayendo experiencias de una plétora de situaciones pasadas y presentes, el informe identificó prometedoras iniciativas nacionales y regionales, así como direcciones para el cambio en las respuestas internacionales a estos conflictos. También versaba sobre cómo las lecciones aprendidas pueden aplicarse, en situaciones de vulnerabilidad, al conflicto violento.

## Informes anteriores 2008-2010
El WDR 2010, sobre «Desarrollo y cambio climático», exploró cómo pueden modificarse las políticas públicas para ayudar mejor a las poblaciones a afrontar riesgos nuevos o empeorados, cómo la gestión de las tierras y las aguas debe adaptarse para proteger mejor un medio ambiente amenazado a la vez que alimenta a una población creciente y más próspera, y cómo necesitarán transformarse los sistemas energéticos. El informe se vio como una llamada a la acción, tanto para los países en desarrollo que están luchando para asegurar que sus políticas se adaptan a las realidades y peligros de un planeta más caliente como para países de ingresos altos que necesitan tomar ambiciosas medidas de mitigación a la vez que apoyan los esfuerzos de los países en desarrollo.
El WDR 2009 se centró en el tema «Reformando la geografía económica». El aumento de las densidades en los asentamientos humanos, las migraciones, el transporte que reduce distancias a los mercados, y la especialización y el comercio facilitado por menos divisiones internacionales, son claves en el desarrollo económico. Las transformaciones a lo largo de estas 3 dimensiones —densidad, distancia y división— son más perceptibles en América del Norte, Europa Occidental y Japón, pero países de Asia y Europa Oriental están cambiando de maneras similares en alcance y velocidad.
El informe concluye que estas transformaciones espaciales son esenciales, y deberían ser fomentadas. La conclusión no es incontrovertible: los habitantes de chabolas alcanzan los mil millones, pero el éxodo del campo a la ciudad continúa. Se cree que la mundialización beneficia a muchos, pero no a los miles de millones de personas que viven en áreas atrasadas de naciones en desarrollo. Mortalidad y pobreza altas persisten en el  "millardo inferior", mientras que otros (el millardo superior) se hacen más ricos y viven vidas más largas. La preocupación por los 3 millardos entre el inferior y el superior a menudo viene con la prescripción de que el crecimiento debe ser espacialmente equilibrado. El WDR 2009 lanza un mensaje diferente: el crecimiento económico rara vez es equilibrado, y los esfuerzos para extenderlo prematuramente  pueden poner en riesgo el progreso.
El WDR 2008 se refería a la «Agricultura para el desarrollo» pidiendo mayor inversión en este sector en países en desarrollo. El informe advirtió de que la agricultura debe colocarse en el centro de la agenda de desarrollo si se quieren alcanzar los objetivos de reducir a la mitad el hambre y la pobreza extremas para 2015.
Mientras que el 75 % de los pobres del mundo  pobre viven en áreas rurales de países en desarrollo, un mero 4 % de la ayuda oficial al desarrollo (AOD) va a la agricultura. En África subsahariana, una región fuertemente dependiente de la agricultura para su crecimiento, el gasto público en el sector solo llega al 4 % del gasto público total, y la agricultura sufre gravámenes relativamente elevados. Para elevar los ingresos de los más pobres, el crecimiento del PIB originado en este sector es aproximadamente 4 veces más eficaz que el crecimiento del PIB originado en sectores no agrícolas.
«Se estima que una agenda dinámica de agricultura para el desarrollo puede beneficiar a unos 900 millones de campesinos de los países en  desarrollo que viven con ingresos inferiores a un dólar norteamericano ($) por día, la mayoría de los cuales se dedica a la agricultura.» declaró Robert Zoellick, entonces presidente del Grupo Banco Mundial. «Necesitamos dar a la agricultura más importancia en general. A nivel mundial, los países han de realizar reformas vitales, como recortar subsidios distorsionadores y abrir los mercados, mientras que la sociedad civil, especialmente los sindicatos agrarios, debe tener más voz en el establecimiento de la agenda agrícola.»
Según el informe, la agricultura puede sacar a los campesinos de la pobreza si se hacen esfuerzos para aumentar la productividad en el sector de alimentos básicos; si se facilita a los pequeños propietarios el camino hacia la horticultura de alto valor, avicultura, acuicultura, así como los mercados lácteos; y si se crean empleos rurales distintos de los puramente agrícolas.

## Lista completa 1978-2023 de los subtítulos de los informes y sus años
El Informe sobre el desarrollo mundial empezó a publicarse en 1978 con un primer informe subtitulado «Perspectivas de crecimiento y alivio de la pobreza». Desde entonces, cada año se ha centrado en un tema particular —reflejado en el subtítulo— del desarrollo, presentando un estudio detallado de los sectores pertinentes y las herramientas elaboradas. Los informes y sus subtítulos (el título siempre es "Informe sobre el desarrollo mundial + el año") son los siguientes:
- 2023: Migrantes, refugiados y sociedades
- 2022: Finanzas para una recuperación [de la pandemia de covid-19] igualitaria
- 2021: Datos para vidas mejores
- 2020: El comercio al servicio del desarrollo en la era de las cadenas de valor mundiales
- 2019: La cambiante naturaleza del trabajo
- 2018: APRENDIENDO a cumplir la promesa de la educación
- 2017: Gobernanza y ley
- 2016: Dividendos digitales
- 2015: Mente y cultura
- 2014: Riesgo y oportunidad
- 2013: Empleo
- 2012: Igualdad de género y desarrollo
- 2011: Conflicto, seguridad y desarrollo
- 2010: Desarrollo y cambio climático
- 2009: Reformando la geografía económica
- 2008: Agricultura para el desarrollo
- 2007: Desarrollo y la siguiente generación
- 2006: Equidad y desarrollo
- 2005: Un mejor clima de inversión para todos
- 2004: Haciendo que los servicios funcionen para los pobres
- 2003: Desarrollo sostenible en un mundo dinámico
- 2002: Construyendo instituciones para los mercados
- 2000-01: Atacando la pobreza
- 1999-00: Entrando en el siglo XXI
- 1998-99: Conocimiento para el desarrollo
- 1997: El Estado en un mundo cambiante
- 1996: De la planificación al mercado
- 1995: Trabajadores en un mundo en integración
- 1994: Infraestructura para el desarrollo
- 1993: Invirtiendo en salud
- 1992: Desarrollo y medio ambiente
- 1991: El reto del desarrollo
- 1990: Pobreza
- 1989: Desarrollo y sistemas financieros
- 1988: Finanzas públicas en el desarrollo
- 1987: Industrialización y comercio exterior
- 1986: Comercio y políticas de precios en la agricultura mundial
- 1985: Capital internacional y desarrollo económico
- 1984: Cambios demográficos y desarrollo
- 1983: Gestión del desarrollo
- 1982: Agricultura y desarrollo económico
- 1981: Ajuste nacional e internacional
- 1980: Pobreza y desarrollo humano
- 1979: Cambio estructural y política de desarrollo
- 1978: Perspectivas de crecimiento y alivio de la pobreza

## Otros informes análogos
- Informe de Salud mundial (Organización Mundial de la Salud, OMS)
- Informe de desarrollo humano (Programa de las Naciones Unidas para el Desarrollo, UNDP)
- El estado de los niños del mundo (UNICEF)
- Perspectiva energética mundial (Agencia Internacional de la Energía, AIE)
- Perspectivas de la Economía Mundial (Fondo Monetario Internacional, FMI)
- Perspectivas económicas mundiales (Banco Mundial, BM)
- Perspectivas del medio ambiente mundial (Programa de las Naciones Unidas para el Medio Ambiente, PNUMA)
- Informe sobre el comercio mundial (Organización Mundial del Comercio, OMC)
- Informe sobre la desigualdad mundial
- Perspectivas sociales y del empleo en el mundo[11] (Organización Internacional del Trabajo, OIT)

## Para saber más
- Shahid Yusuf. Economía de desarrollo a través de las décadas: una mirada crítica sobre 30 años del informe de desarrollo mundial Banco Mundial, 2008.

- Datos: Q2558192